# Otto Langmann
Otto Langmann (1898-1956) fue un pastor y diplomático alemán.
En noviembre de 1923 se casó con Ilse Siefert, con quien tuvo cuatro hijos. Fue nombrado párroco en Mecklenburgo. En 1928 fue a Colombia y Ecuador. En 1930, en Guatemala, apoyó a una comunidad evangélica local; un año más tarde se unió al NSDAP y fundó el primer grupo nazi en el extranjero.
Sirvió como representante del gobierno alemán en Montevideo, Uruguay (1937-1942) durante la Batalla del Río de la Plata en 1939. Ocupó ese cargo hasta que el gobierno uruguayo rompió relaciones con Alemania.

## Publicaciones
- Deutsche Christenheit En der Zeitenwende. Hamburgo, Agentur des Rauen Hauses 1933. 77 páginas.